# Anthrenus japonicus
Anthrenus japonicus es una especie de escarabajo de piel del género Anthrenus, categorizada en la tribu Anthrenini, de la subfamilia Megatominae.

## Distribución
Se distribuye por Asia: Japón.

## Taxonomía
Fue descrita por Ohbayashi en 1985.